# Петър Незнакомов
Петър Димитров Незнакомов е български писател сатирик и сценарист. 

## Биография
Роден е в Сливен на 12 октомври 1920 г. Рожденото му име е Петър Димитров Димитров, а псевдонимът Незнакомов получава при публикуването на първия си неподписан разказ във в. „Стършел“ през 1946 г. По-късно го приема като фамилно име.
Майка му е учителка, а баща му завършва инженерство в Прага. След завръщането на бащата от чужбина семейството се установява в Бургас.
Учи в гимназията в Бургас, а след това постъпва във военното училище в София, което завършва през 1942 г.
Първите му литературни изяви са през 1946 г. на страниците на вестник „Стършел“. Първият му разказ излиза със заглавието „С пяна на уста“. А първата му книга „Пак петък“ е публикувана през 1947 г.
Член е на Съюза на писателите от 1949 г. и е сред основателите на Съюза на журналистите.
В периода 1956 – 1970 г. е заместник главен редактор на в. „Стършел“, а от 1970 до 1973 г. на в. „Литературен фронт“. След което става главен редактор на Студията за анимационни филми „София“ (1973 – 1975).
Автор е на сборниците разкази „Пак петък“, „Бяло и черно“, „В ония дни“, „Атила – бич Божи“, „Негово величество еснафът“, „Случаят Пенлеве“, на повестта „Тайнственият кораб“, на книгите „Разкази за петте океана“, „Четиримата Дюма“, „Жреците на Талия“ и др. Особено популярни стават литературните му пародии. Работи и в сферата на детско-юношеската литература – „Маргаритка, мама и аз“, „Барабанчикът на полка“, „Динамит за робите“, Ах, тия хлапета" и др.
Сценарист е на редица игрални филми, между които „Хитър Петър“ (1960), който и до днес продължава да се излъчва.
Женен е за актрисата Люба Алексиева, с която имат две дъщери, Маргарита и Мария.
Умира в София на 30 октомври 1997 г.

## Филмография
Като сценарист
- Подарък в полунощ (1986)
- „Нако, Дако, Цако – коминочистачи“ (1976)
- Случаят Пенлеве (1967) – (на II новела: „Пенлеве“)
- Маргаритка (1961)
- Хитър Петър (1960)